# Monte Oliveto Maggiore

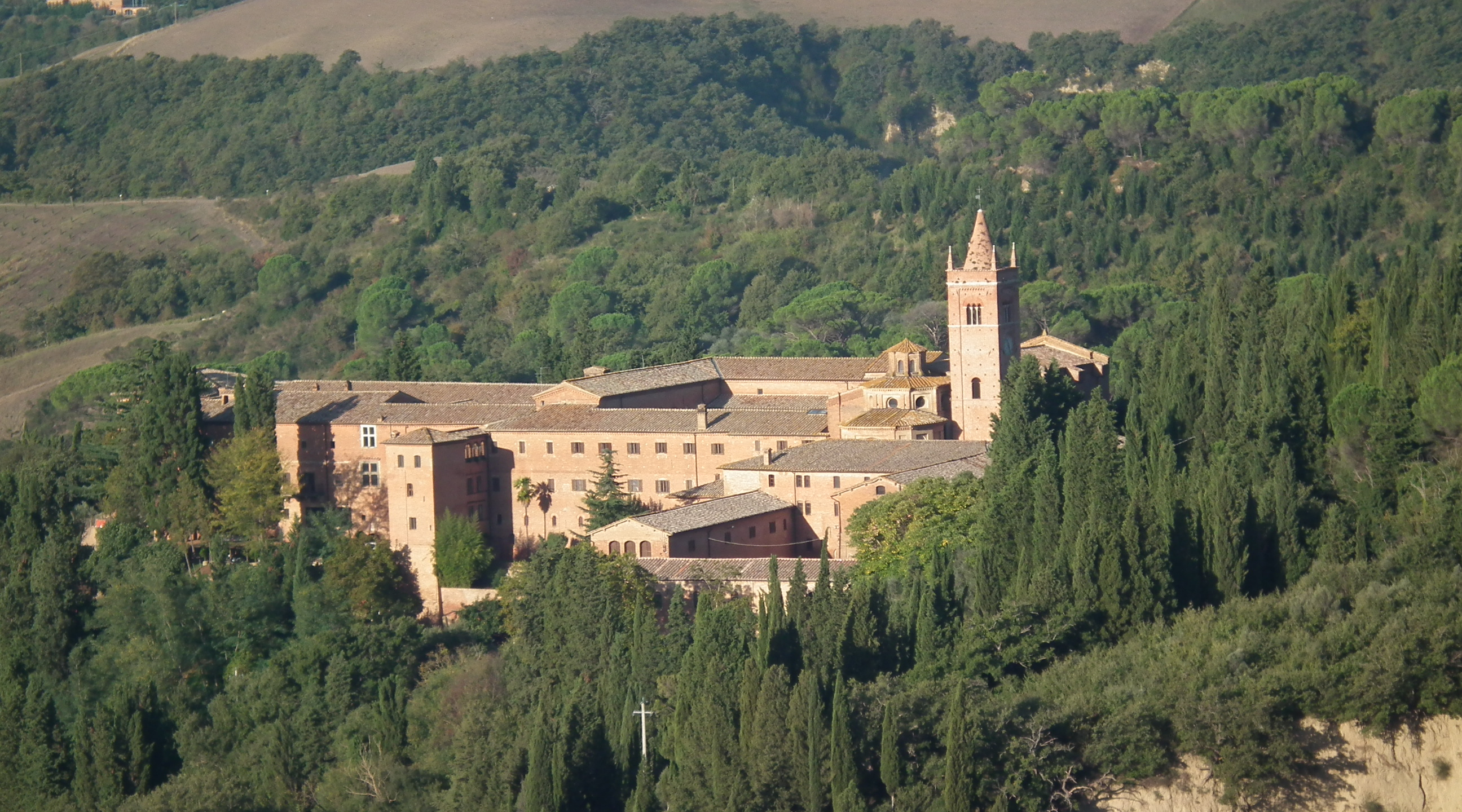
Abtei Monte Oliveto Maggiore

Monte Oliveto Maggiore (lateinisch Abbatia Territorialis Sanctae Mariae Montis Oliveti Maioris, auch Arcicoenobium Montis Oliveto Maioris, italienisch Abbazia territoriale di Monte Oliveto Maggiore) ist eine Abtei in der Toskana. Als Territorialabtei ist ihr ein kirchliches Territorium zugeordnet.

## Lage
Die Abtei liegt in Chiusure (Ortsteil von Asciano) auf einem Hügelrücken in der Landschaft Crete Senesi südlich von Siena bei Buonconvento. Sie wurde inmitten von Wiesen und Feldern am oberen Rand eines steilen Tals erbaut. Das eigentliche Kloster ist aus rotem Backstein gebaut und liegt in einem weitläufigen Park, durch den eine Zypressenallee führt. Oberhalb des Klosters liegt die riesige Zisterne.

## Bedeutung
Die Abtei Monte Oliveto ist das Stammkloster und der Sitz des Generalabtes der Olivetaner, eines benediktinischen Zweigordens. Die Olivetaner bilden heute eine von 19 Kongregationen des Benediktinerordens, lateinisch Congregatio Santi Benedicti Montis Oliveti. Das Amt des Generalabtes ist in Personalunion verbunden mit dem des Abtes von Monte Oliveto Maggiore.

## Geschichte
Die Gründungsurkunde des Klosters stammt aus dem Jahr 1319. Als Begründer gilt der Rechtsgelehrte Bernardo Tolomei, Angehöriger einer bedeutenden Familie aus Siena. Er beschloss im Alter von 40 Jahren, gemeinsam mit seinen zwei adligen Freunden Patrizio Patrizi und Ambrogio Piccolomini dem weltlichen Leben zu entsagen. Die drei zogen sich auf Tolomeis Güter auf einem Hügelrücken südlich von Siena zurück, führten ein asketisches Leben nach den Regeln des heiligen Benedikt und nahmen weitere Anhänger auf. Zu Ehren des Bernhard von Clairvaux nahm Giovanni den Mönchsnamen Bernardo an.
Am 26. März 1319 erhielten die Mönche die Bestätigung des Bischofs von Arezzo. 1344 wurde der neue Orden vom Papst bestätigt. Tolomei und 80 Mitbrüder starben 1348 an der Pest. Um Verwechslungen mit Klöstern gleichen Namens zu vermeiden, wurde die Abtei später ’Monte Oliveto Maggiore‘ genannt.
Das Kloster kam unter seinen ersten Klostervorstehern zu großer Blüte, sodass die mächtige Klosteranlage zwischen 1387 und 1514 errichtet werden konnte. Den Zypressenwald legten die Mönchen im 14. Jahrhundert an. 1765 wurde Monte Oliveto eine exempte Abbatia nullius mit einem eigenen, bistumsähnlichen Territorium. 1810 war das Kloster für kurze Zeit aufgehoben und von 1866 bis 1929 waren die Olivetanermönche nur als Betreuer des Nationaleigentums geduldet. Der Generalabt residierte während dieser Zeit in Settignano.
Die Abtei wird bis heute von Olivetanern in ihrer weißen Ordenstracht bewohnt. Die Produkte des dazugehörigen landwirtschaftlichen Betriebs werden im klostereigenen Laden verkauft.

## Äbte
- Ildebrando Polliuti (1899–1917)
- Mauro Maria Parodi (1917–1928)
- Luigi Maria Perego (1928–1946)
- Pietro Romualdo Maria Zilianti (1947–1970)
- Divo Angelo Maria Sabatini (1970–1986)
- Maurizio Benvenuto Maria Contorni (1986–1992)
- Michelangelo Riccardo Maria Tiribilli (1992–2010)
- Diego Gualtiero Maria Rosa (seit 2010)

## Kunst
Berühmt ist die Abtei vor allem wegen des Kreuzgangs und der dreistöckigen Loggia. Der Kreuzgang ist geschmückt mit einem Zyklus von 36 Fresken von Luca Signorelli und Giovanni Antonio Bazzi, genannt Sodoma. Die wandhohen Gemälde aus der Renaissance schildern das Leben des heiligen Benedikt und gelten als einer der schönsten Freskenzyklen der Renaissance. Um die Bilder zu schützen, wurden die Arkadenöffnungen zum Innenhof mit Gitterfenstern verschlossen.

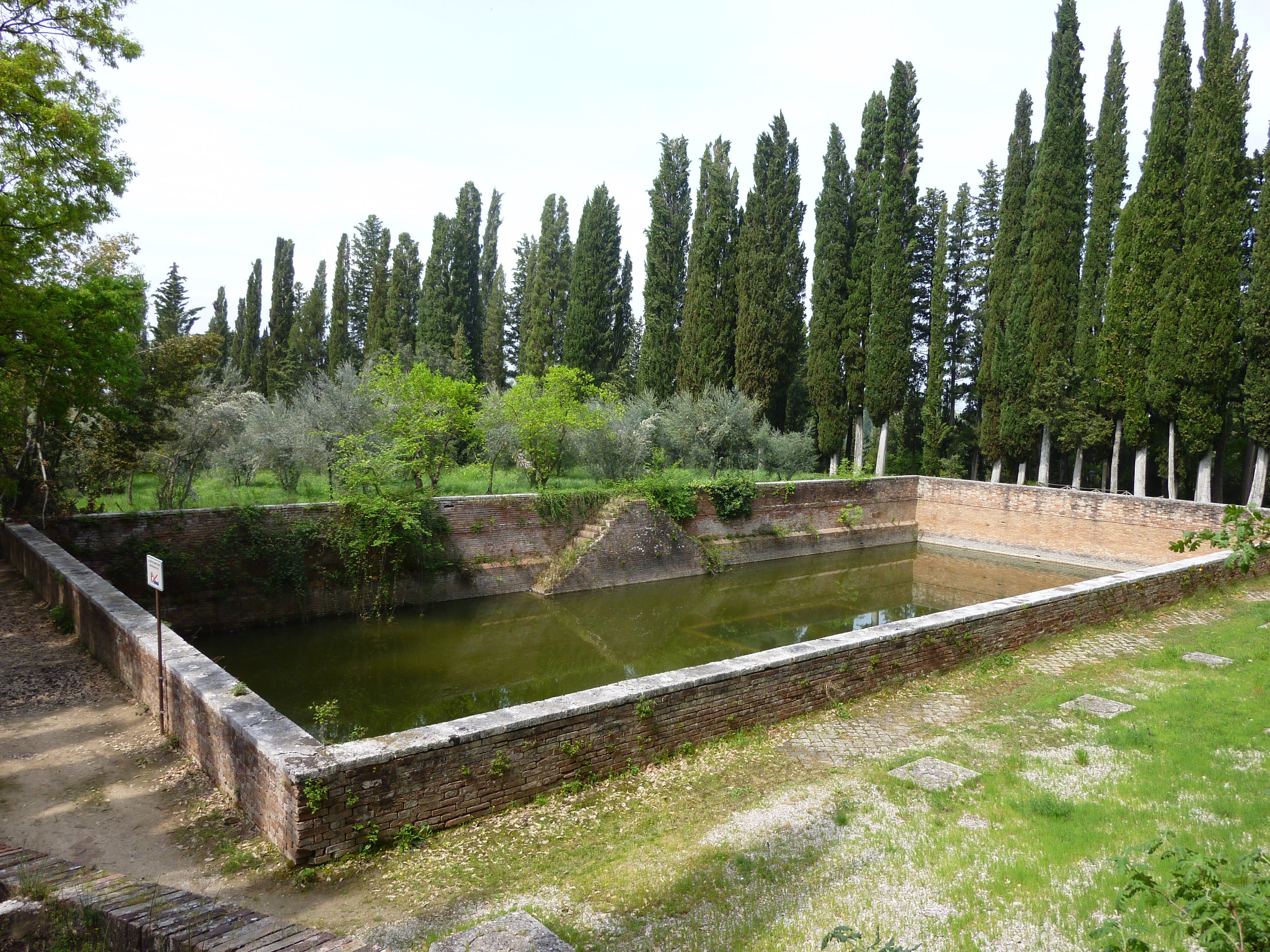
Zisterne
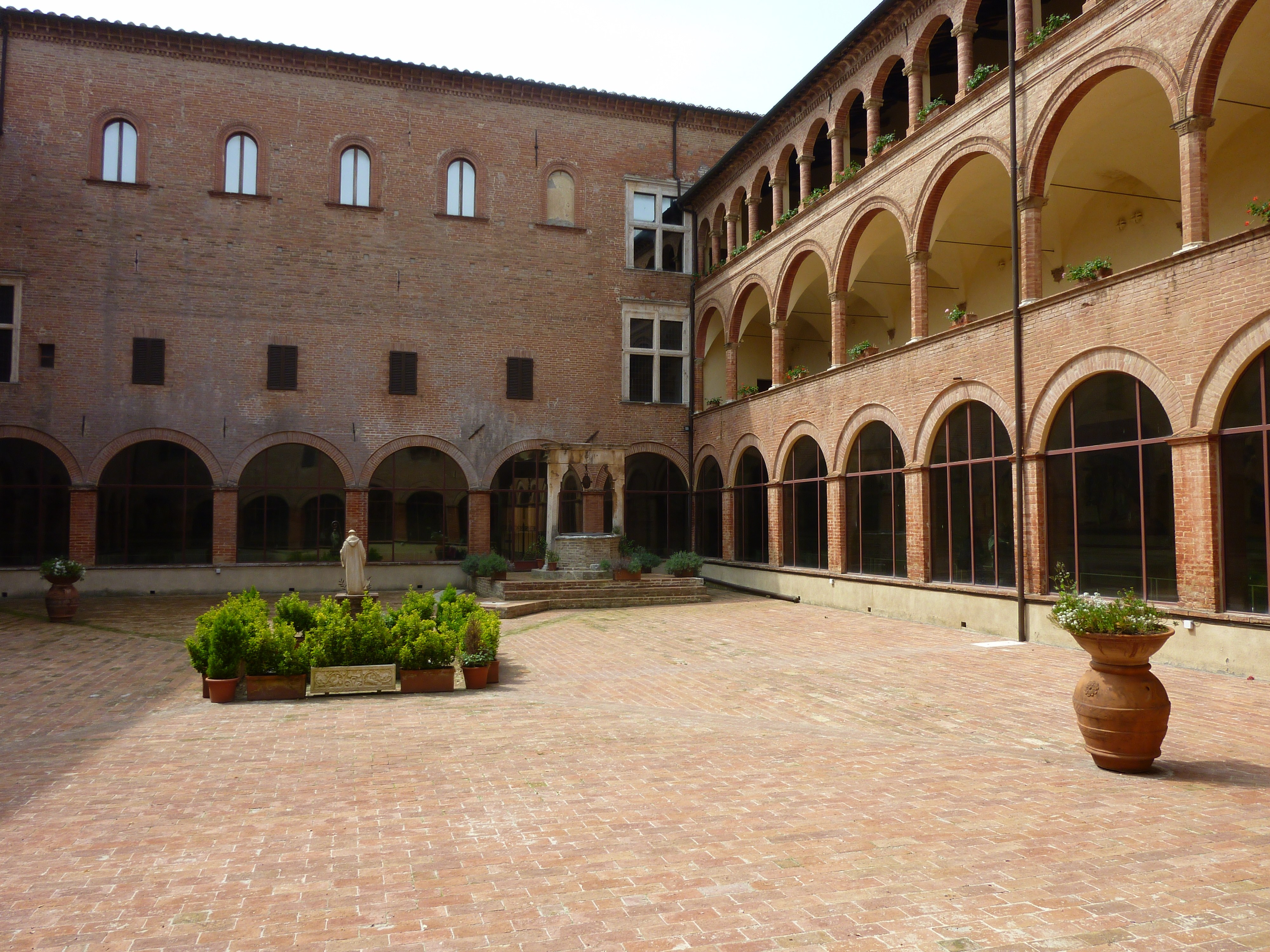
Hof
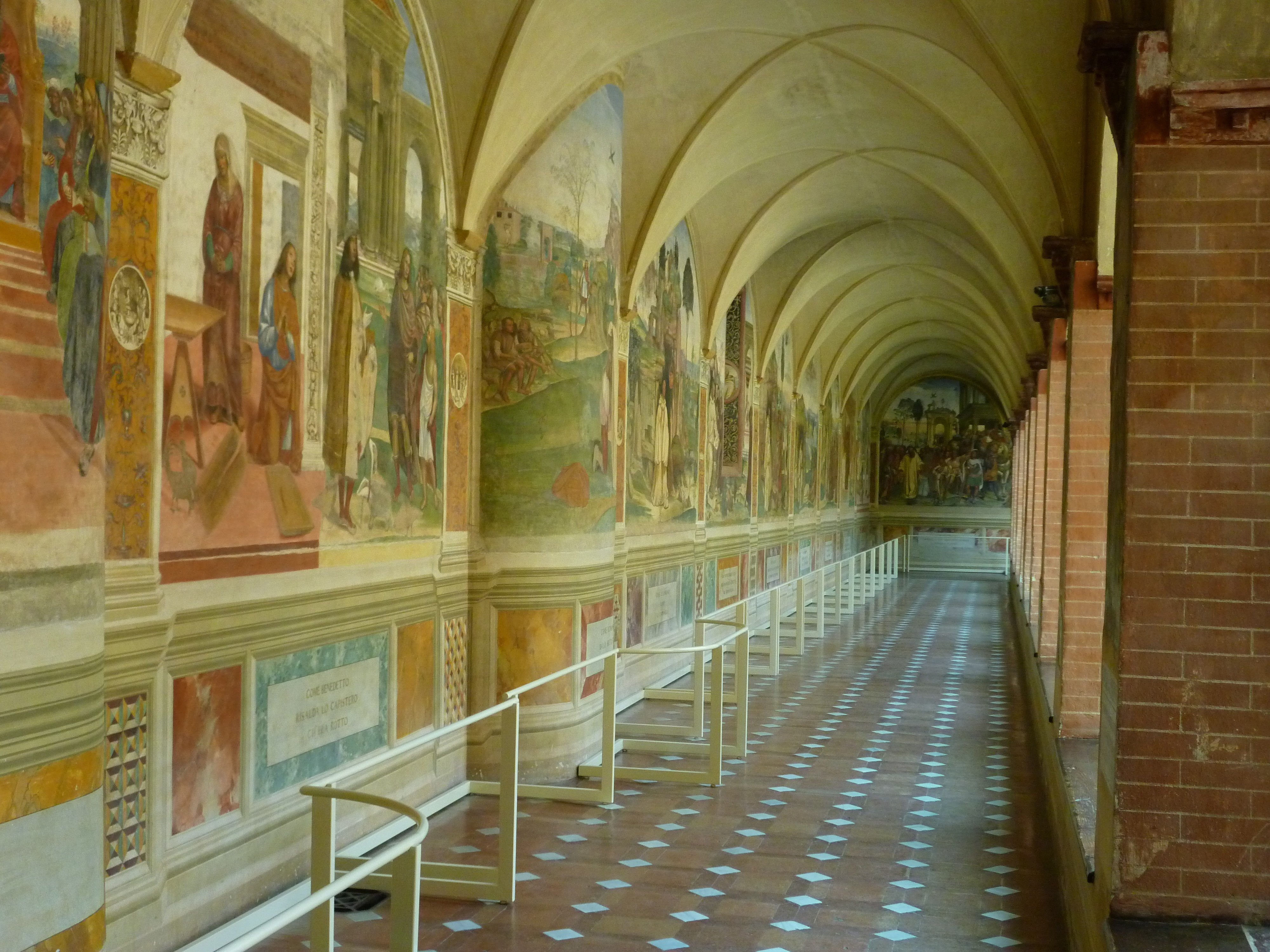
Im Kreuzgang
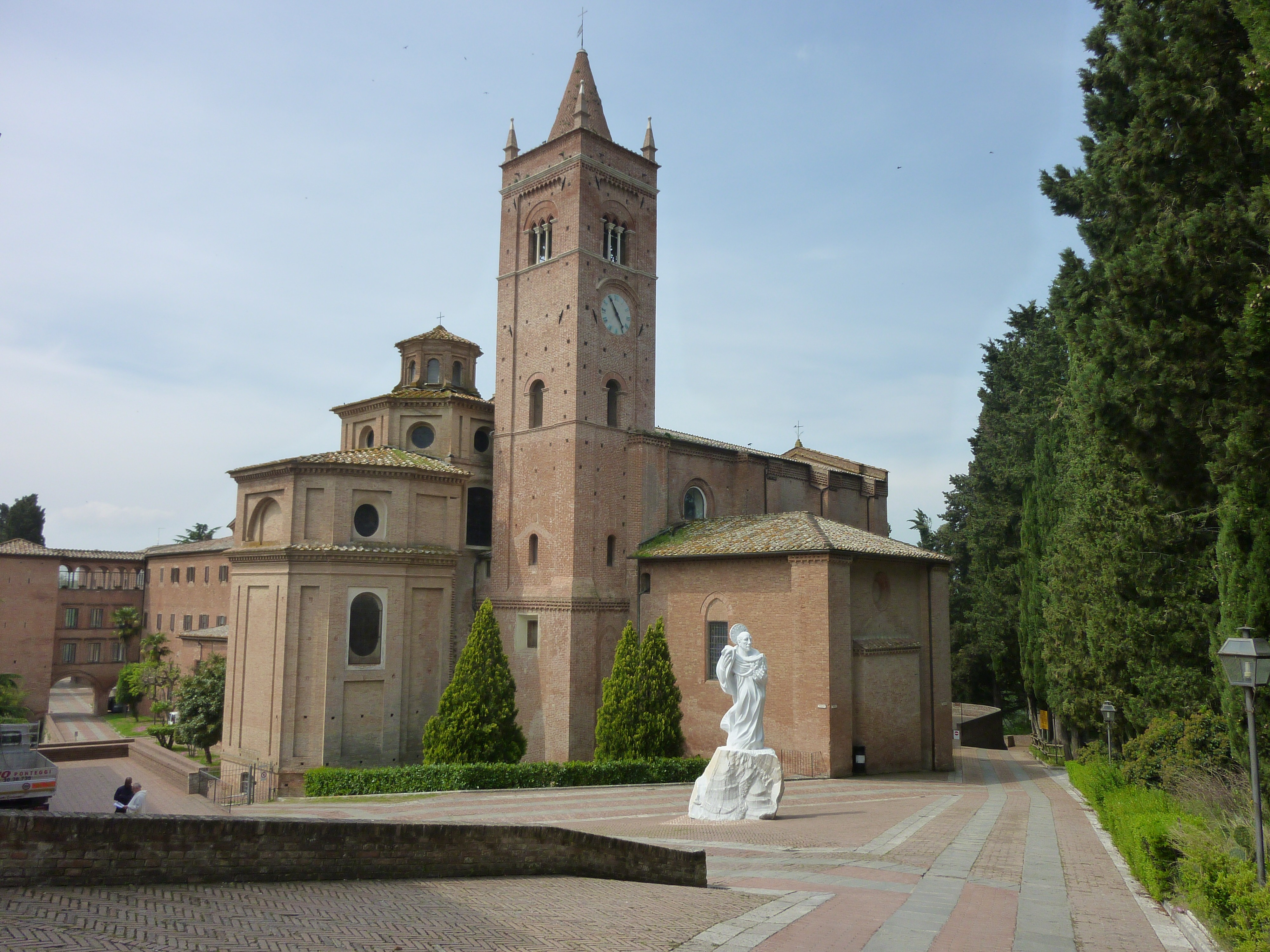
Hauptplatz
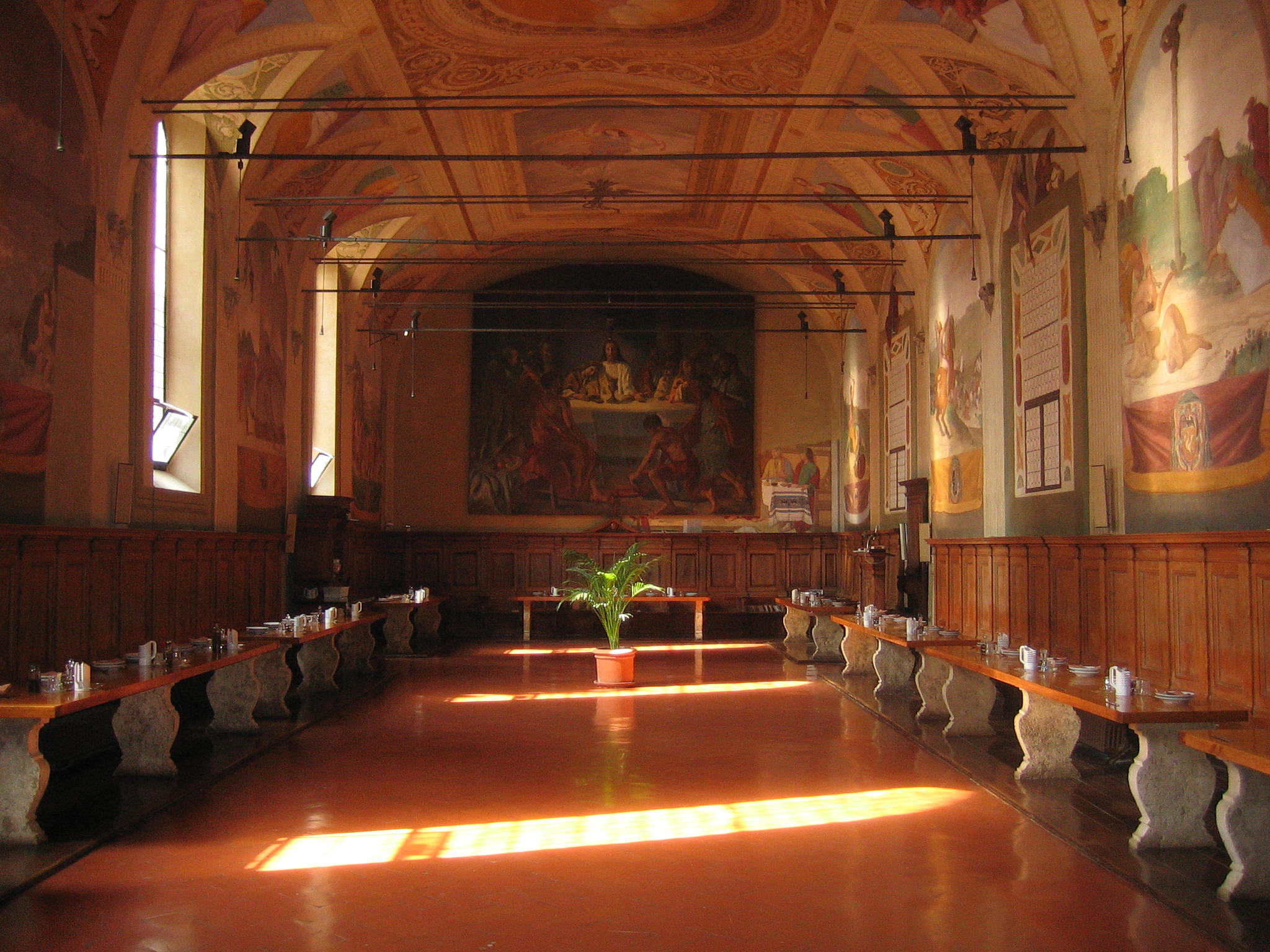
Refektorium

### Die Fresken Luca Signorellis
Begonnen wurde der Zyklus 1497 von Luca Signorelli, der aber nur bis 1498 malte. Das Thema des gesamten Werkes ist das Leben des heiligen Benedikt, wie es Gregor der Große erzählte. Signorelli hielt sich bei der Auswahl der Themen seiner Fresken jedoch nicht an den chronologischen Ablauf der Lebensbeschreibung.

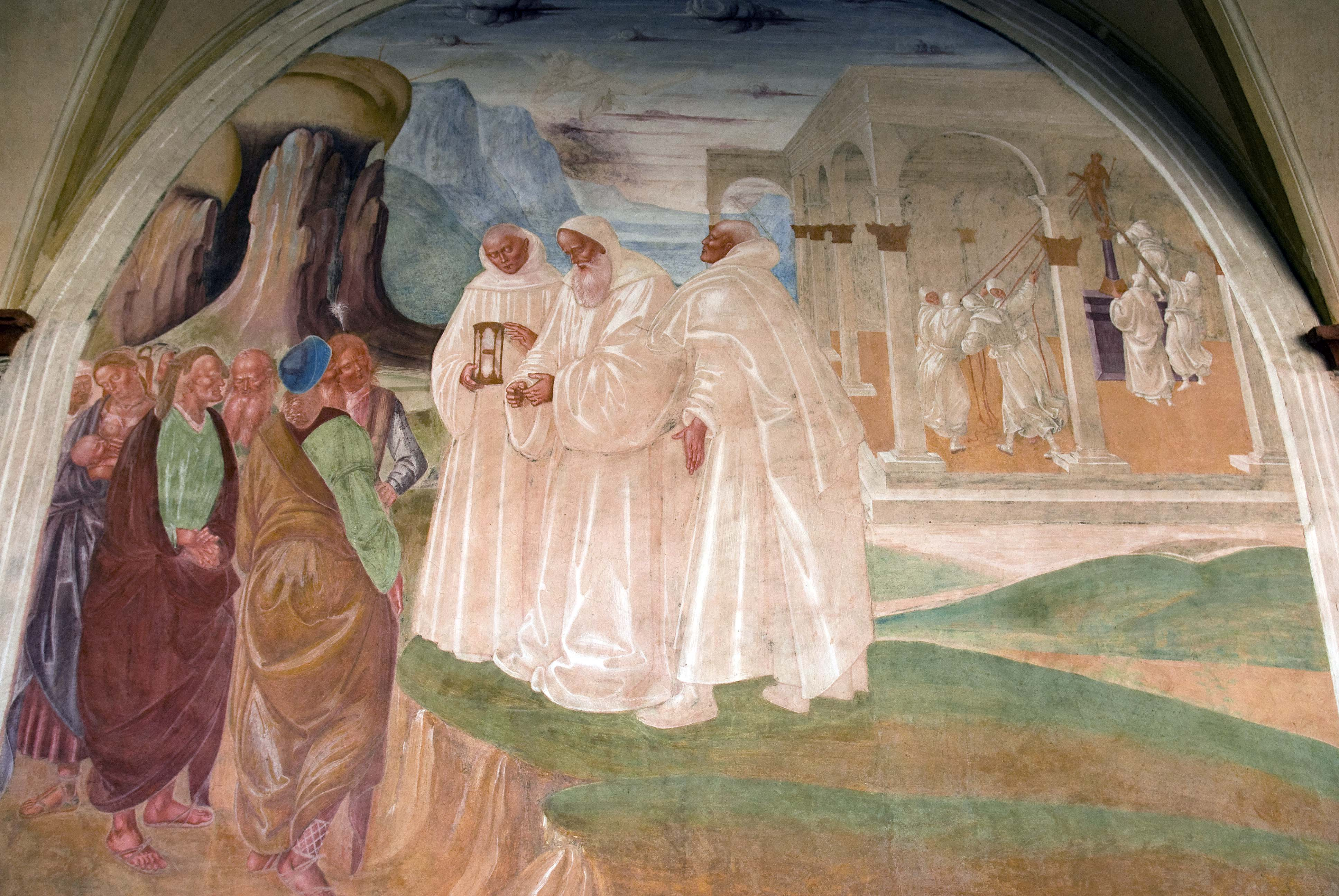
Benedikt bekehrt die Einwohner von Monte Cassino
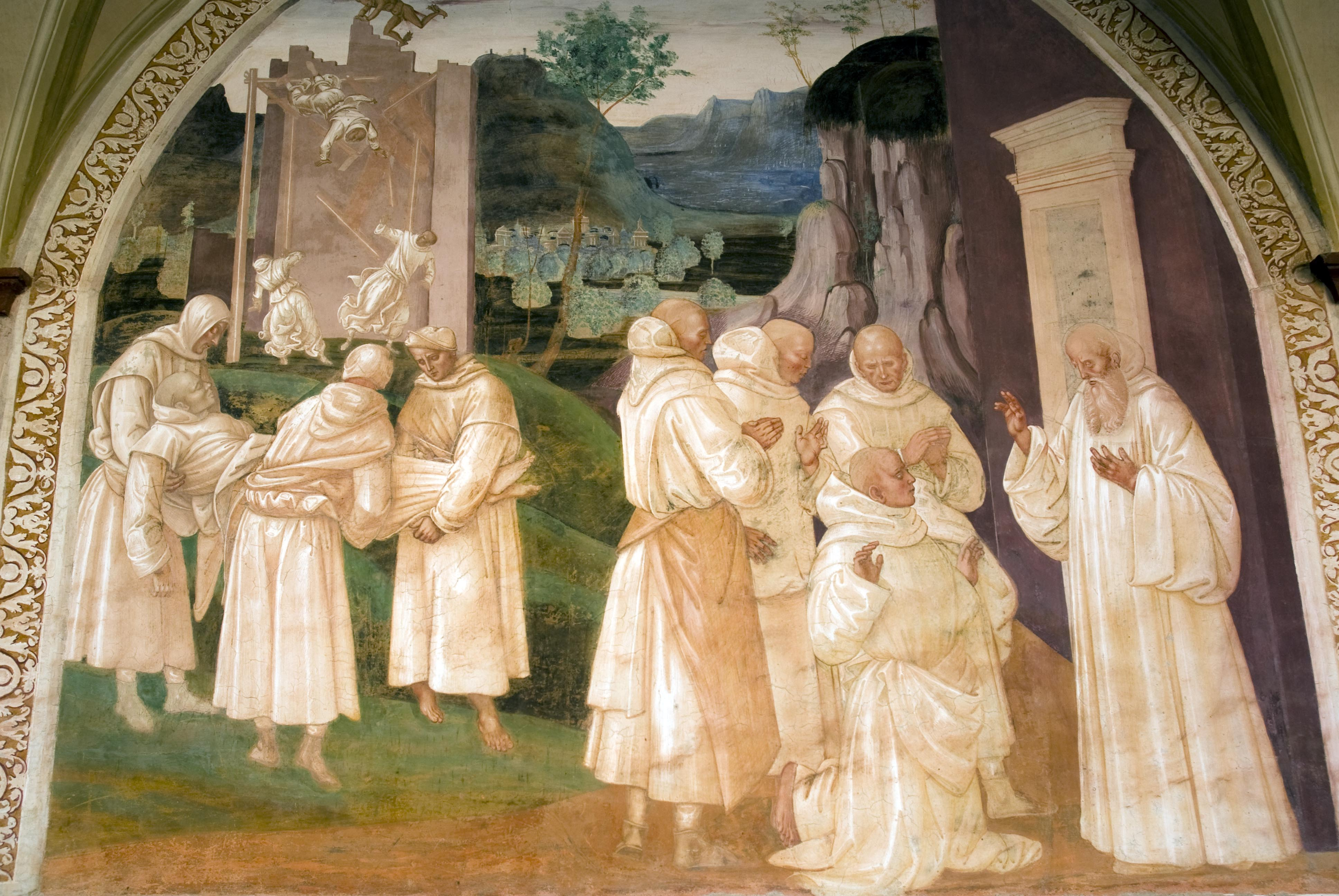
Benedikt erweckt den von der Mauer gestürzten Mönch
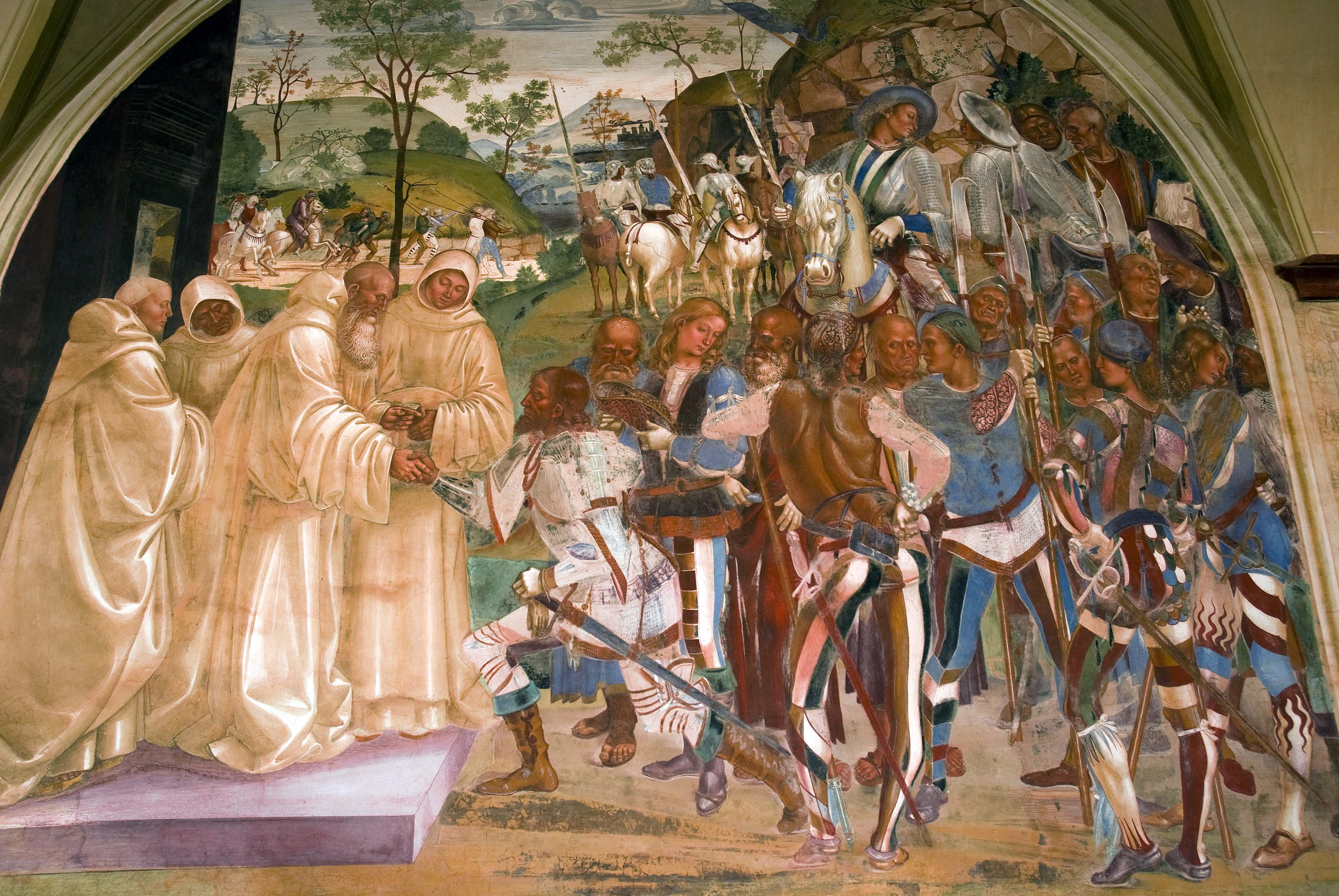
Benedikt empfängt Totila
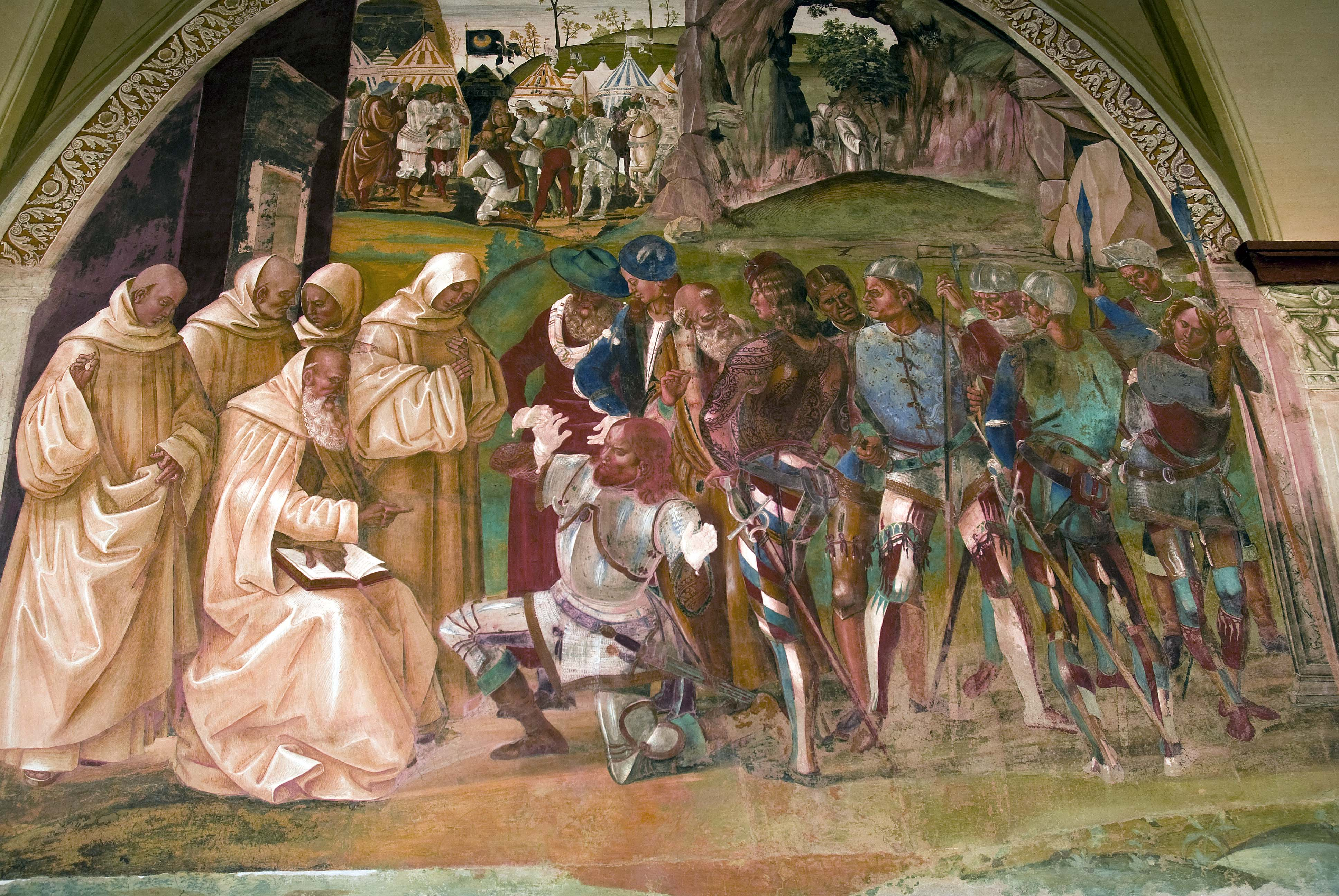
Benedikt entdeckt Totilas Täuschung

### Die Fresken Sodomas
Den weitaus größeren Teil der Fresken malte ab 1505 Sodoma. In seinen 25 Fresken wandte er sich hauptsächlich der Jugendzeit des Benedikt zu.

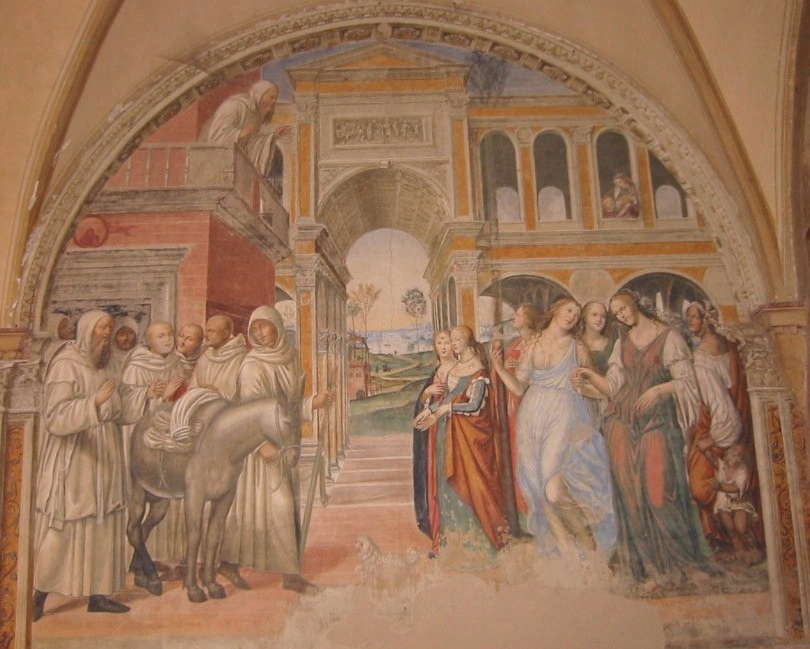
Die Benediktiner-Mönche werden von Kurtisanen in Versuchung geführt
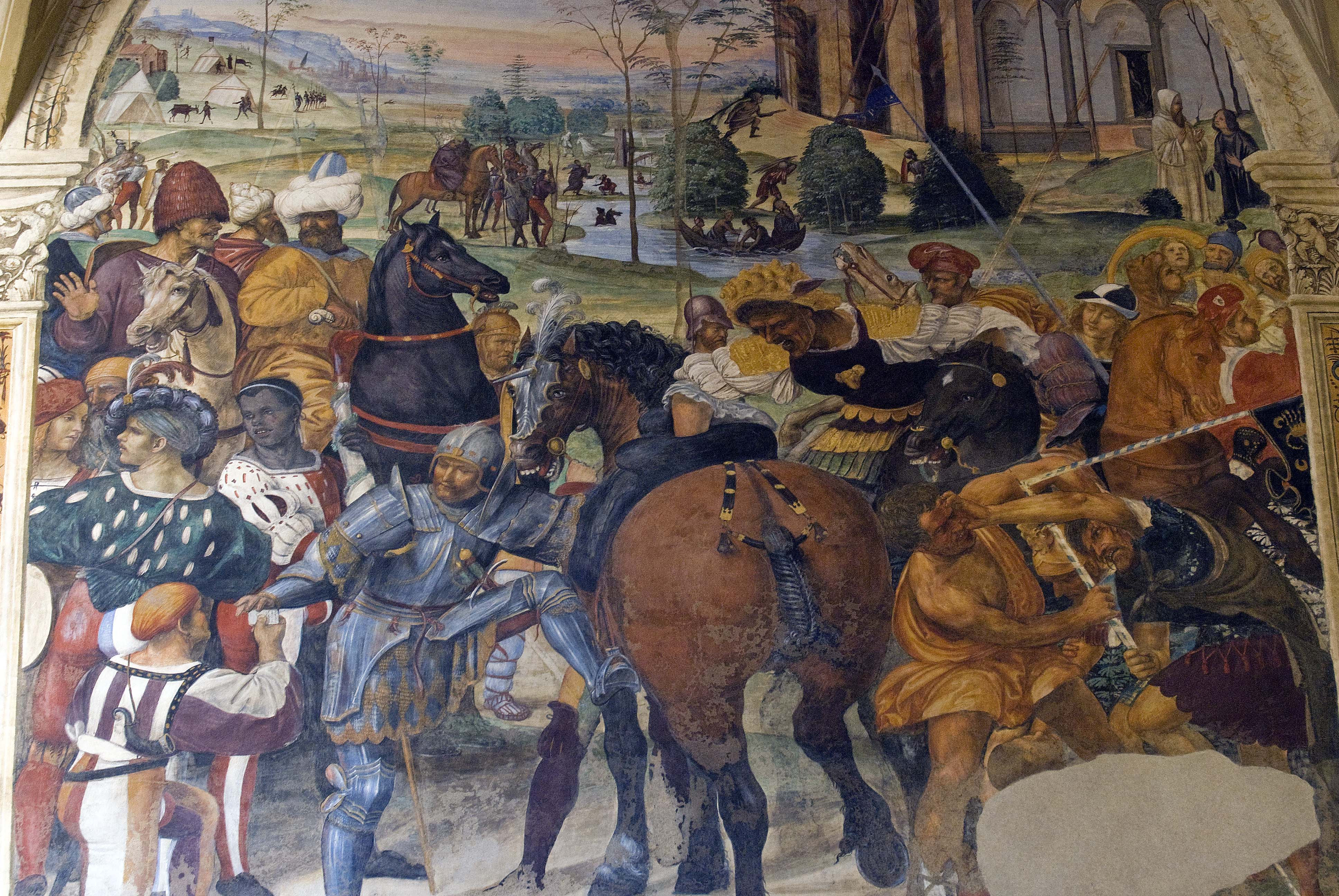
Benedikt kündigt die Zerstörung von Monte Cassino an
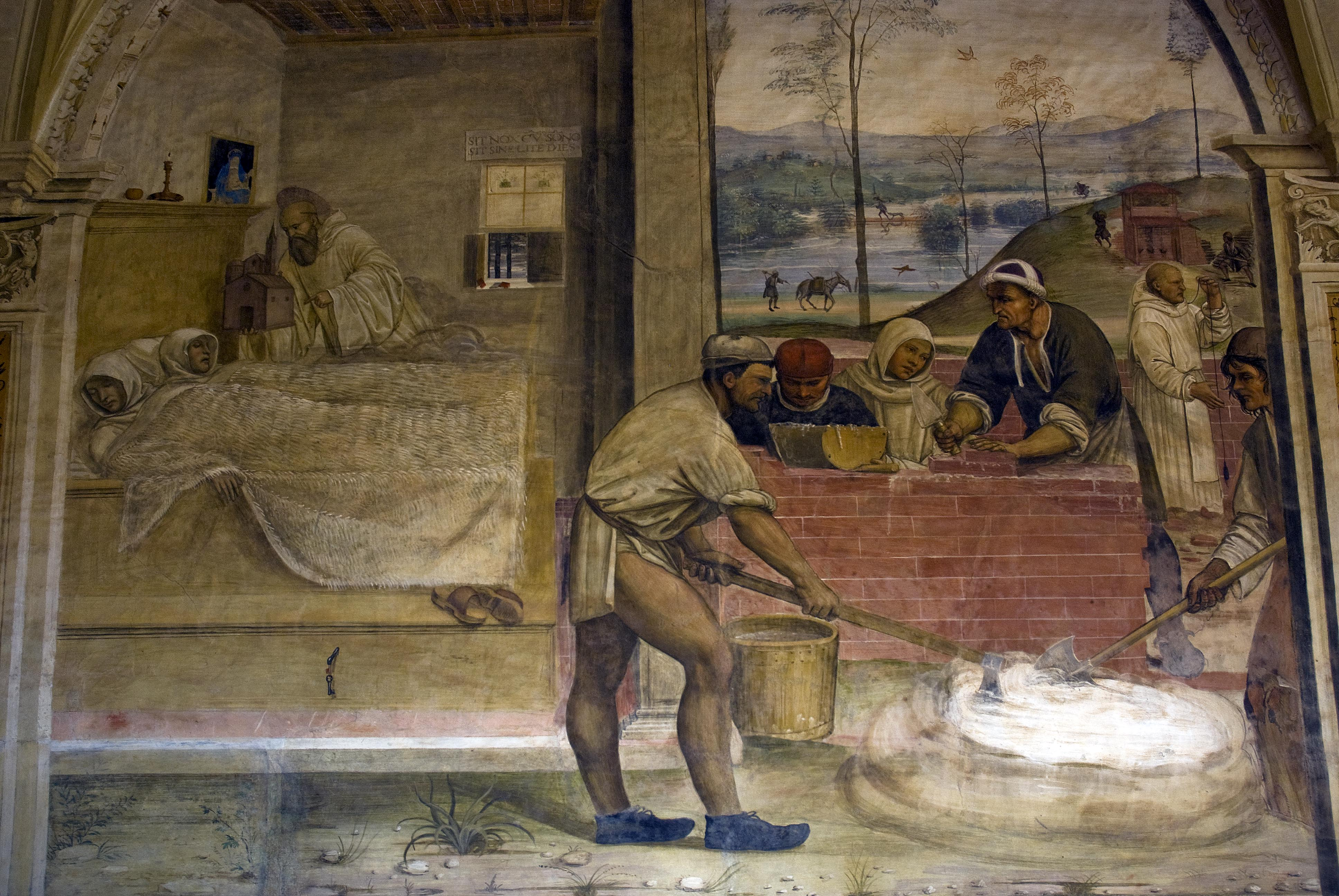
Benedikt beauftragt zwei Mönche, ein Kloster zu errichten
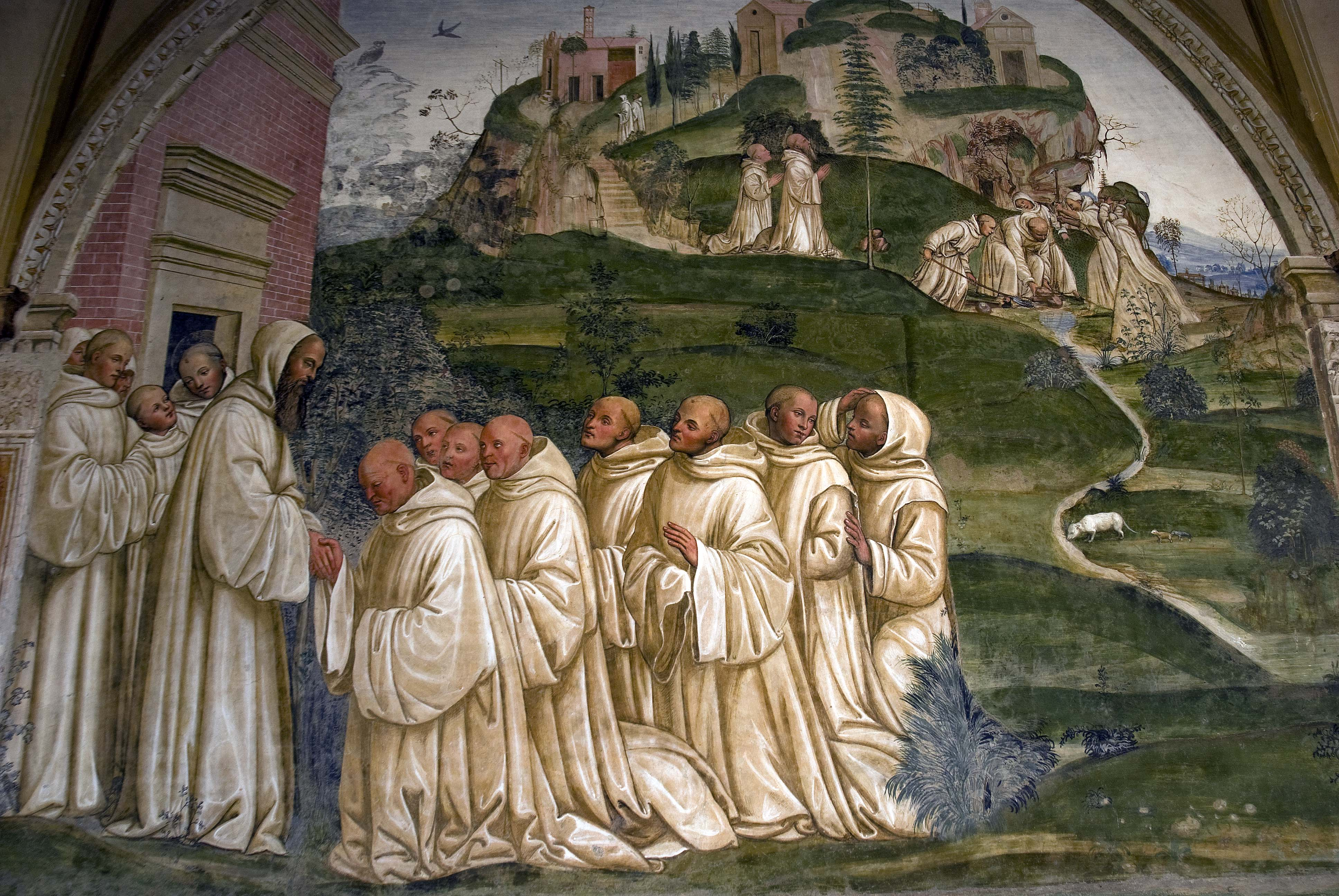
Benedikt lässt Wasser aus einem Berggipfel fließen
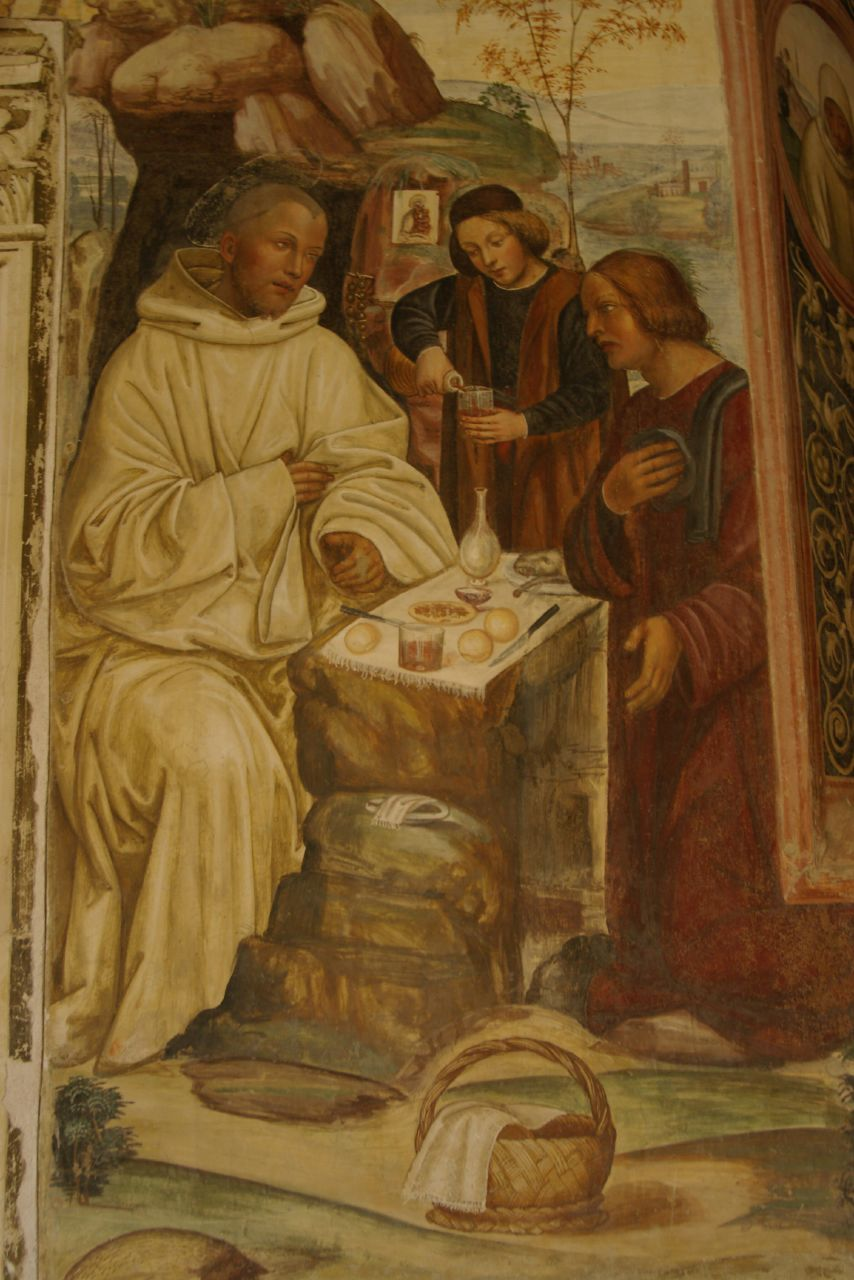